# ۱۴۴۴ (قمری)
۱۴۴۴ قمری، هزار و چهارصد و چهل و چهارمین سال در گاه‌شماری هجری قمری قراردادی سالی عادی است.
اول ماه محرم این سال روز شنبه: ۸ مرداد ۱۴۰۱ هجری خورشیدی (برابر با ۳۰ ژوئیه ۲۰۲۲ میلادی) است.